# Anthurium xanthophylloides
Anthurium xanthophylloides är en kallaväxtart som beskrevs av Graziela Maciel Barroso. Anthurium xanthophylloides ingår i släktet Anthurium och familjen kallaväxter. Inga underarter finns listade.